# Cian Ducrot
Cian Brendan Ducrot (* 30. August 1997) ist ein irischer Popsänger aus Cork. Seinen Durchbruch hatte er 2023 mit dem Nummer-eins-Album Victory, das auch international in die Charts kam. Darüber hinaus gewann er als Songwriter 2025 einen Grammy Award.

## Biografie
Cian Ducrot lernte in seiner Jugend mehrere Instrumente, neben Gitarre und Klavier auch Flöte, Ukulele und Saxophon. 2016 nahm er an The Voice UK teil, scheiterte aber bereits in den „Blind Auditions“. Er zog nach London und begann ein Studium der klassischen Musik an der Royal Academy of Music. Inzwischen hatte er sich mit Veröffentlichungen im Internet bereits eine größere Anhängerschaft aufgebaut. Er gab das Studium auf, um sich auf seine Popkarriere zu konzentrieren. Im Juli 2020 veröffentlichte er in Anspielung auf sein Studium das Mixtape Started in College.
Er unterschrieb beim Label Darkroom/Interscope und veröffentlichte 2021 als ersten Song Not Usually Like This und das Album Make Believe. Während damit der Erfolg ausblieb, brachte schon die nächste Single All for You im folgenden Jahr den Durchbruch. In seiner Heimat stieg das Lied auf Platz 2, in Großbritannien war es ein Top-20-Hit und erreichte Platin-Status. Mit I’ll Be Waiting (Sad at Christmas) gelang ihm zum Jahresende ein weiterer Hit, der auch auf dem europäischen Kontinent erfolgreich war. Es dauerte noch bis zum Sommer 2023, bis sein Album Victory fertiggestellt war und veröffentlicht wurde. Es stieg in Irland und Großbritannien auf Platz 1 ein. Heaven, ein kleinerer Charthit aus dem Album, wurde 2024 mit dem Choice Music Prize als Irish Song of the Year ausgezeichnet.
Ducrot produzierte seine Songs und Alben selbst, er arbeitete aber auch mit anderen Musikern zusammen. Für Lauren Spencer-Smith produzierte er ihren zweiten Hit Flowers, den er auch zusammen mit ihr geschrieben hat. In den USA lud ihn SZA ein, sich an einem Song zu beteiligen. Saturn erschien Anfang 2024 und wurde ein weiterer Top-10-Hit für die R&B-Sängerin. Bei den Grammy Awards 2025 wurde das Lied als bester R&B-Song ausgezeichnet und brachte auch dem Iren für seine Beteiligung eine Trophäe.

## Diskografie

### Alben
| Jahr | Titel Musiklabel              | Höchstplatzierung, Gesamtwochen, AuszeichnungChartplatzierungen (Jahr, Titel, Musiklabel, Platzierungen, Wochen, Auszeichnungen, Anmerkungen) | Höchstplatzierung, Gesamtwochen, AuszeichnungChartplatzierungen (Jahr, Titel, Musiklabel, Platzierungen, Wochen, Auszeichnungen, Anmerkungen) | Höchstplatzierung, Gesamtwochen, AuszeichnungChartplatzierungen (Jahr, Titel, Musiklabel, Platzierungen, Wochen, Auszeichnungen, Anmerkungen) | Höchstplatzierung, Gesamtwochen, AuszeichnungChartplatzierungen (Jahr, Titel, Musiklabel, Platzierungen, Wochen, Auszeichnungen, Anmerkungen) | Anmerkungen                          |
| Jahr | Titel Musiklabel              | DE | CH | UK | IE | Anmerkungen                          |
| ---- | ----------------------------- | --- | --- | --- | --- | ------------------------------------ |
| 2023 | Victory Polydor (UMG)         | DE48 (1 Wo.)DE | CH22 (1 Wo.)CH | UK1 (2 Wo.)UK | IE1 (26 Wo.)IE | Erstveröffentlichung: 4. August 2023 |
| 2025 | Little Dreaming Polydor (UMG) | — | — | UK31 (… Wo.)UK | IE1 (… Wo.)IE | Erstveröffentlichung: 1. August 2025 |

Weitere Alben
- Started in College (Mixtape, 2020)
- Make Believe (2021)

### Lieder
| Jahr | Titel Album                                                               | Höchstplatzierung, Gesamtwochen, AuszeichnungChartplatzierungen (Jahr, Titel, Album, Platzierungen, Wochen, Auszeichnungen, Anmerkungen) | Höchstplatzierung, Gesamtwochen, AuszeichnungChartplatzierungen (Jahr, Titel, Album, Platzierungen, Wochen, Auszeichnungen, Anmerkungen) | Höchstplatzierung, Gesamtwochen, AuszeichnungChartplatzierungen (Jahr, Titel, Album, Platzierungen, Wochen, Auszeichnungen, Anmerkungen) | Anmerkungen                                               |
| Jahr | Titel Album                                                               | CH | UK | IE | Anmerkungen                                               |
| ---- | ------------------------------------------------------------------------- | --- | --- | --- | --------------------------------------------------------- |
| 2022 | All for You Victory                                                       | — | UK19 Platin · (36 Wo.)UK | IE2 (60 Wo.)IE | Erstveröffentlichung: 7. April 2022                       |
| 2022 | I’ll Be Waiting (Sad at Christmas) Victory                                | CH56 (5 Wo.)CH | UK16 Platin · (21 Wo.)UK | IE6 (41 Wo.)IE | Erstveröffentlichung: 9. November 2022                    |
| 2023 | Part of Me Victory                                                        | — | UK87 (1 Wo.)UK | IE28 (10 Wo.)IE | Erstveröffentlichung: 31. März 2023                       |
| 2023 | Heaven Victory                                                            | — | — | IE41 (14 Wo.)IE | Erstveröffentlichung: 2. Juni 2023                        |
| 2023 | Everyone Who Falls in Love (Has Someone Else They’re Thinking Of) Victory | — | — | IE78 (1 Wo.)IE | Erstveröffentlichung: 21. Juli 2023                       |
| 2023 | Rest of Our Days –                                                        | — | UK62 (1 Wo.)UK | IE91 (1 Wo.)IE | Erstveröffentlichung: 27. Oktober 2023 mit Ella Henderson |
| 2025 | Little Dreaming                                                           | — | — | IE95 (2 Wo.)IE | Erstveröffentlichung: 14. März 2025                       |

Weitere Lieder
- Not Usually Like This (2021)
- Here It Is (2024)
- Something I Can’t Afford (2024)
- Can’t Even Hate You (2024)
- Who’s Making You Feel It (2025)

## Auszeichnungen für Musikverkäufe
| Goldene Schallplatte - Australien - 2023: für die Single I’ll Be Waiting - Belgien - 2023: für die Single I’ll Be Waiting - Dänemark - 2023: für die Single I’ll Be Waiting - Kanada - 2023: für die Single I’ll Be Waiting - Neuseeland - 2023: für die Single I’ll Be Waiting - Niederlande - 2023: für die Single I’ll Be Waiting - Norwegen - 2023: für die Single I’ll Be Waiting |

Anmerkung: Auszeichnungen in Ländern aus den Charttabellen bzw. Chartboxen sind in ebendiesen zu finden.
| Land/RegionAuszeichnungen für Musikverkäufe (Land/Region, Auszeichnungen, Verkäufe, Quellen) | Gold     | Platin     | Verkäufe  | Quellen          |
| -------------------------------------------------------------------------------------------- | -------- | ---------- | --------- | ---------------- |
| Australien (ARIA)                                                                            | Gold1    | —          | 35.000    | aria.com.au      |
| Belgien (BRMA)                                                                               | Gold1    | —          | 20.000    | ultratop.be      |
| Dänemark (IFPI)                                                                              | Gold1    | —          | 45.000    | ifpi.dk          |
| Kanada (MC)                                                                                  | Gold1    | —          | 40.000    | musiccanada.com  |
| Neuseeland (RMNZ)                                                                            | Gold1    | —          | 15.000    | radioscope.co.nz |
| Niederlande (NVPI)                                                                           | Gold1    | —          | 40.000    | nvpi.nl          |
| Norwegen (IFPI)                                                                              | Gold1    | —          | 30.000    | ifpi.no          |
| Vereinigtes Königreich (BPI)                                                                 | —        | 2× Platin2 | 1.200.000 | bpi.co.uk        |
| Insgesamt                                                                                    | 7× Gold7 | 2× Platin2 |           |                  |